# Schachbundesliga 2013/14 (Österreich, Frauen)
Die Saison 2013/14 war die dritte Spielzeit der österreichischen Damenbundesliga im Schach. Die Nennungen der Teams mussten durch einen Verein erfolgen. Die Spielerinnen müssen dem Verein jedoch nicht angehören.
Gespielt wurde ein einfaches Rundenturnier. Meister wurde der ASVÖ Wulkaprodersdorf, der den Titelverteidiger ASVÖ Pamhagen trotz einer Niederlage im direkten Vergleich auf den zweiten Platz verwies.
Zu den gemeldeten Mannschaftskadern der teilnehmenden Vereine siehe Mannschaftskader der österreichischen 1. Bundesliga im Schach 2013/14 (Frauen).

## Endtabelle
| Pl. | Verein                       | Sp | G | U | V | MP    | Brett-P.  |
| --- | ---------------------------- | -- | - | - | - | ----- | --------- |
| 01. | ASVÖ Wulkaprodersdorf        | 9  | 8 | 0 | 1 | 16:02 | 15,0:03,0 |
| 02. | ASVÖ Pamhagen (M)            | 9  | 6 | 3 | 0 | 15:03 | 14,0:04,0 |
| 03. | Spg. Feldbach-Kirchberg      | 9  | 4 | 4 | 1 | 12:06 | 11,0:07,0 |
| 04. | Landeck                      | 9  | 4 | 3 | 2 | 10:08 | 10,0:08,0 |
| 05. | SV Schachamazonen            | 9  | 3 | 4 | 2 | 10:08 | 09,5:08,5 |
| 06. | SV ASVÖ St. Veit an der Glan | 9  | 1 | 5 | 3 | 07:11 | 08,0:10,0 |
| 07. | SG Steyr II. Mannschaft      | 9  | 2 | 3 | 4 | 07:11 | 06,0:12,0 |
| 08. | Schach ohne Grenzen          | 9  | 1 | 4 | 4 | 05:13 | 06,5:11,5 |
| 09. | SK Advisory Invest Baden     | 9  | 0 | 5 | 4 | 05:13 | 06,0:12,0 |
| 10. | SG Steyr I. Mannschaft       | 9  | 0 | 2 | 7 | 02:16 | 04,0:14,0 |

Entscheidungen:
|     | Österreichischer Frauen-Meister: ASVÖ Wulkaprodersdorf |
| (M) | Meister der letzten Saison                             |

## Spieltermine und -orte
| Runde | Datum      | Beginnzeit | Spielort  |
| ----- | ---------- | ---------- | --------- |
| 01    | 06.12.2013 | 17:00 Uhr  | Jenbach   |
| 02    | 07.12.2013 | 14:00 Uhr  | Jenbach   |
| 03    | 08.12.2013 | 10:00 Uhr  | Jenbach   |
| 04    | 31.01.2014 | 17:00 Uhr  | Wolfsberg |
| 05    | 01.02.2014 | 14:00 Uhr  | Wolfsberg |
| 06    | 02.02.2014 | 10:00 Uhr  | Wolfsberg |
| 07    | 04.04.2014 | 17:00 Uhr  | Steyregg  |
| 08    | 05.04.2014 | 14:00 Uhr  | Steyregg  |
| 09    | 06.04.2014 | 10:00 Uhr  | Steyregg  |

## Kreuztabelle
| Ergebnisse | Ergebnisse                   | 01. | 02. | 03. | 04. | 05. | 06. | 07. | 08. | 09. | 10. |
| ---------- | ---------------------------- | --- | --- | --- | --- | --- | --- | --- | --- | --- | --- |
| 01.        | ASVÖ Wulkaprodersdorf        |     | ½   | 2   | 1½  | 2   | 1½  | 2   | 1½  | 2   | 2   |
| 02.        | ASVÖ Pamhagen                | 1½  |     | 1   | 2   | 1   | 1   | 2   | 2   | 1½  | 2   |
| 03.        | Spg. Feldbach-Kirchberg      | 0   | 1   |     | 1   | 1   | 1½  | 1   | 2   | 2   | 1½  |
| 04.        | Landeck                      | ½   | 0   | 1   |     | 1½  | 1   | 2   | 1½  | 1½  | 1   |
| 05.        | SV Schachamazonen            | 0   | 1   | 1   | ½   |     | 1   | 2   | 1½  | 1   | 1½  |
| 06.        | SV ASVÖ St. Veit an der Glan | ½   | 1   | ½   | 1   | 1   |     | ½   | 1   | 1   | 1½  |
| 07.        | SG Steyr II. Mannschaft      | 0   | 0   | 1   | 0   | 0   | 1½  |     | 1   | 1   | 1½  |
| 08.        | Schach ohne Grenzen          | ½   | 0   | 0   | ½   | ½   | 1   | 1   |     | 1   | 2   |
| 09.        | SK Advisory Invest Baden     | 0   | ½   | 0   | ½   | 1   | 1   | 1   | 1   |     | 1   |
| 10.        | SG Steyr I. Mannschaft       | 0   | 0   | ½   | 1   | ½   | ½   | ½   | 0   | 1   |     |

## Die Meistermannschaft
| 1.            | ASVÖ Wulkaprodersdorf |
| Schachfiguren | WIM Anna-Christina Kopinits (6 Spiele / 5 Punkte), WFM Veronika Exler (3/2,5), WFM Katharina Newrkla (7/6), Evelyn Rampler (2/1,5). |